# بيورن سفينسون
بيورن سفينسون (بالسويدية: Björn Svensson)‏ هو لاعب هوكي الجليد سويدي، ولد في 16 يونيو 1986 في Ljungby ‏ في السويد.

## وصلات خارجية
- بيورن سفينسون على موقع EliteProspects.com (الإنجليزية)
- بيورن سفينسون على موقع HockeyDB.com (الإنجليزية)